# ریچل پلتن
ریچل اشلی پلتن (انگلیسی: Rachel Ashley Platten؛ زادهٔ ۲۰ مه ۱۹۸۱) خواننده، ترانه‌پرداز و نویسندهٔ آمریکایی است. او پس از انتشار دو آلبوم به صورت مستقل در سال‌های ۲۰۰۳ و ۲۰۱۱، در سال ۲۰۱۵ با کلمبیا رکوردز قرارداد بست و نخستین تک‌آهنگ مین‌استریم خود را با نام «آهنگ نبرد» منتشر کرد. این ترانه به رتبهٔ ۶ جدول بیلبورد هات ۱۰۰ در ایالات متحده رسید، صدرنشین جدول‌های موسیقی در بریتانیا شد و در فهرست ۱۰ ترانهٔ برتر بسیاری از کشورهای جهان جای گرفت. پلتن برای اجرای زندهٔ این ترانه در برنامهٔ صبح بخیر آمریکا موفق به کسب جایزه امی دی‌تایم شد. نخستین آلبوم استودیویی او با ناشر بزرگ موسیقی با عنوان «آتش‌سوزی جنگل» در سال ۲۰۱۶ منتشر شد و از سوی انجمن صنعت ضبط موسیقی ایالات متحده آمریکا گواهی طلا دریافت کرد. این آلبوم شامل تک‌آهنگ‌های موفق «کنار تو می‌مانم» و «مکان بهتر» نیز بود. دومین آلبوم تحت ناشر بزرگ موسیقی او با نام «موج‌ها» در سال ۲۰۱۷ منتشر شد.
پلتن، افزون بر فعالیت‌های موسیقایی، در تبلیغات برند پوشاک Aerie نیز به عنوان مدل حضور داشت؛ عکس‌هایی که در این کمپین بدون ویرایش و رتوش منتشر شدند. او همچنین در شمارهٔ مه ۲۰۱۸ مجلهٔ The Improper Bostonian بر روی جلد ظاهر شد. او از حامیان فعال سازمان‌های خیریه است و از اوایل دههٔ ۲۰۰۰ با مؤسسهٔ Musicians on Call همکاری دارد؛ در قالب برنامه‌ای که در آن در کنار تخت بیماران بیمارستان‌ها آواز می‌خواند. پلتن تاکنون در بیش از ۵۰ برنامهٔ این مؤسسه به صورت داوطلبانه شرکت کرده است. این سازمان در ۱ دسامبر ۲۰۱۵ در مراسم خیریه‌ای با اهدای جایزهٔ موسیقی شفا از او تقدیر کرد. همچنین، پلتن در ۱۴ نوامبر ۲۰۲۰ در نمایش مد مجازی بنیاد جهانی سندروم داون به اجرای زنده پرداخت.